# Neue Stadt Mehestan
Haschtgerd New Town (persisch شهر جدید هشتگرد, DMG Šahr-i Ǧadīd-i Haštgerd) [Nun: مهستان (Mehestan)] ist die größte geplante Planstadt (New Town) im Iran in der Provinz Alborz. Sie liegt im Süden des alten Haschtgerd, ca. 30 km westlich der Millionenstadt Karadsch und ca. 60 km westlich der Megacity Teheran. Haschtgerd New Town wurde 1993 von der staatlichen iranischen Städtebaubehörde gegründet, hatte im Jahr 2000 rund 40.000 Einwohner und soll bis 2016 500.000 Einwohner beherbergen.

## Projekt Young Cities – New Towns
Die Megacity Teheran wird mit ihren mittlerweile ca. 14 Millionen Einwohnern zunehmend unüberschaubar. Die sozialen und ökologischen Probleme werden immer größer. Selbst umliegende Subzentren wie die wohl größte Schlafstadt der Welt, Karadsch, können mit den drastischen Bevölkerungsanstieg nicht mehr mithalten. Gefördert von der iranischen und der deutschen Regierung entwickelten Wissenschaftler des Forschungszentrums für Bau- und Wohnungswesen des Irans und der Technischen Universität Berlin (Mitverantwortlich: Elke Pahl-Weber) aus diesem Grund seit 2005 die Haschgerd New Town. Ziele in den Planungen waren die Adaption und Erprobung innovativer Technologien im Bau, Erdbebensicherheit und Verbesserung der Bauqualität in New Towns allgemein und die Entwicklung von nachhaltigen stadtplanerischen Lösungen und zwei städtebaulichen Szenarien zur Entwicklung eines Pilotprojekts.